# Sericosema
Sericosema is een geslacht van vlinders van de familie spanners (Geometridae), uit de onderfamilie Ennominae.

## Soorten
- S. hepburni Druce, 1898
- S. juturnaria (Guenée, 1858)
- S. lignata Warren, 1905
- S. simularia Taylor, 1906
- S. viridirufaria Neumoegen, 1881
- S. wilsonensis Cassino & Swett, 1922